# 劍射魚屬
劍射魚屬是一類大型的掠食性輻鰭魚，棲息在上白堊紀的西部內陸海道。牠們就像一條巨大及有獠牙的大海鰱。由愛德華·德林克·科普所描述的Portheus molossus是劍射魚的異名。在美國肯薩斯州、阿拉巴馬州及喬治亞州、歐洲及澳洲都有發現劍射魚的化石遺骸。

## 古生物學

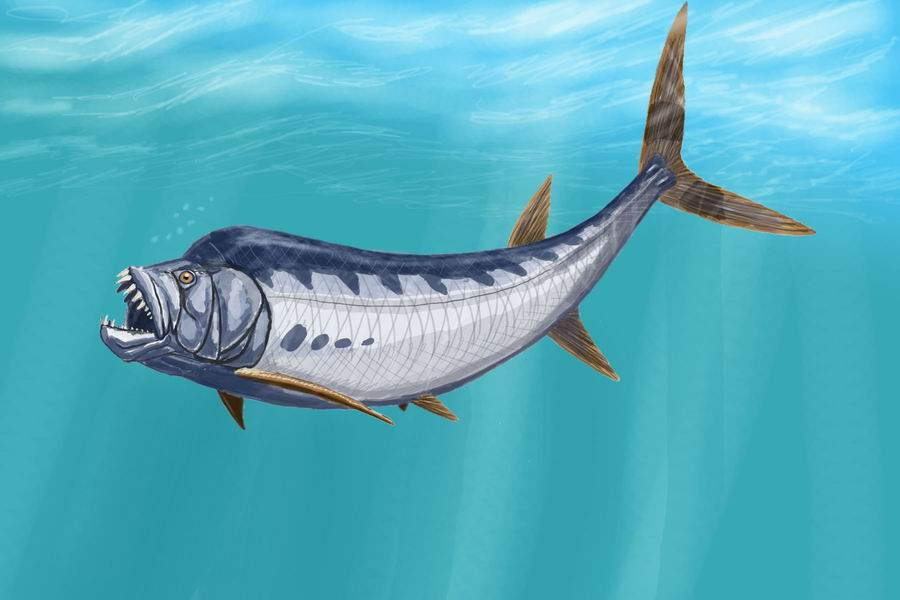
劍射魚的復原圖。

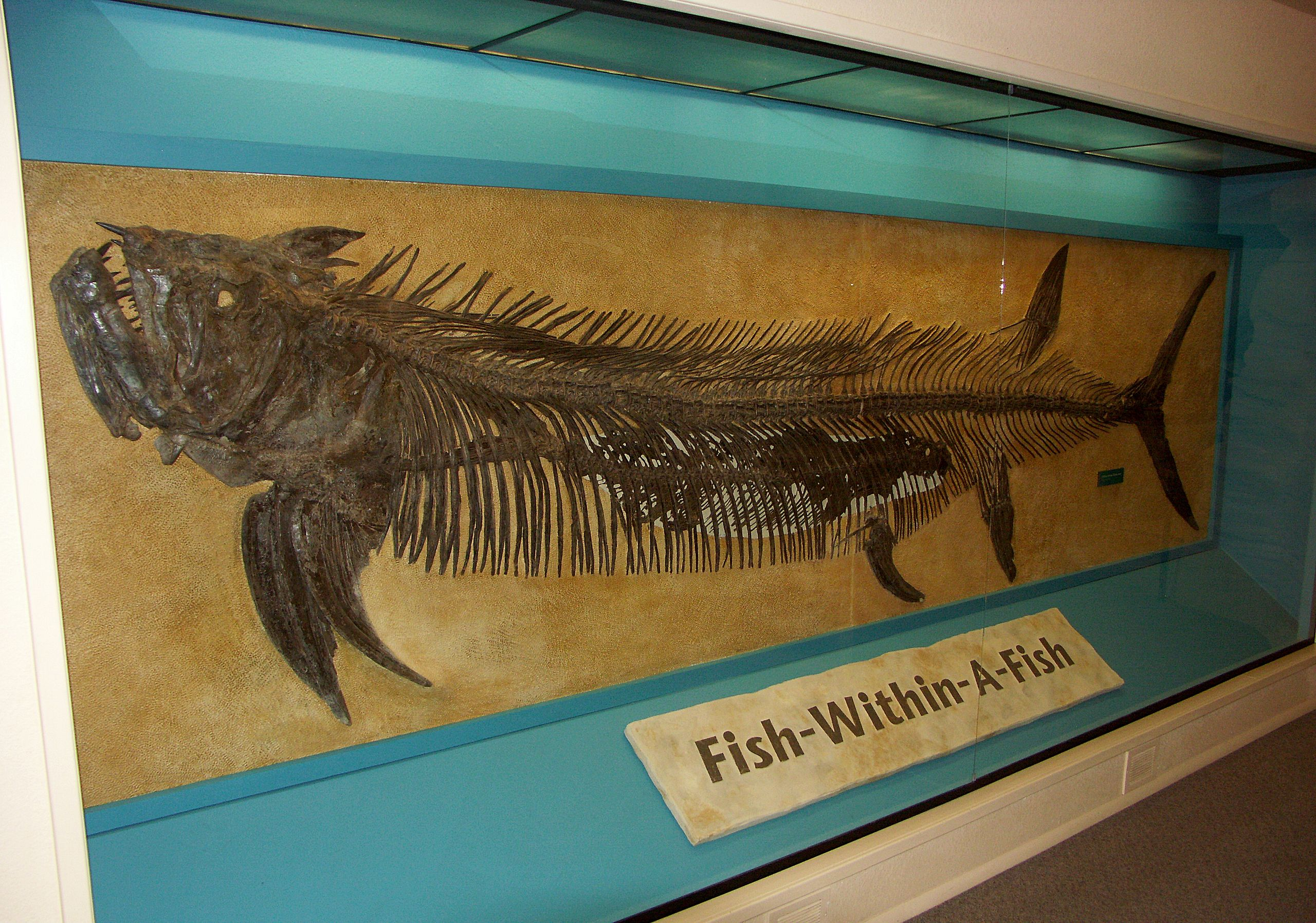
劍射魚與其腹中的鰓腺魚化石

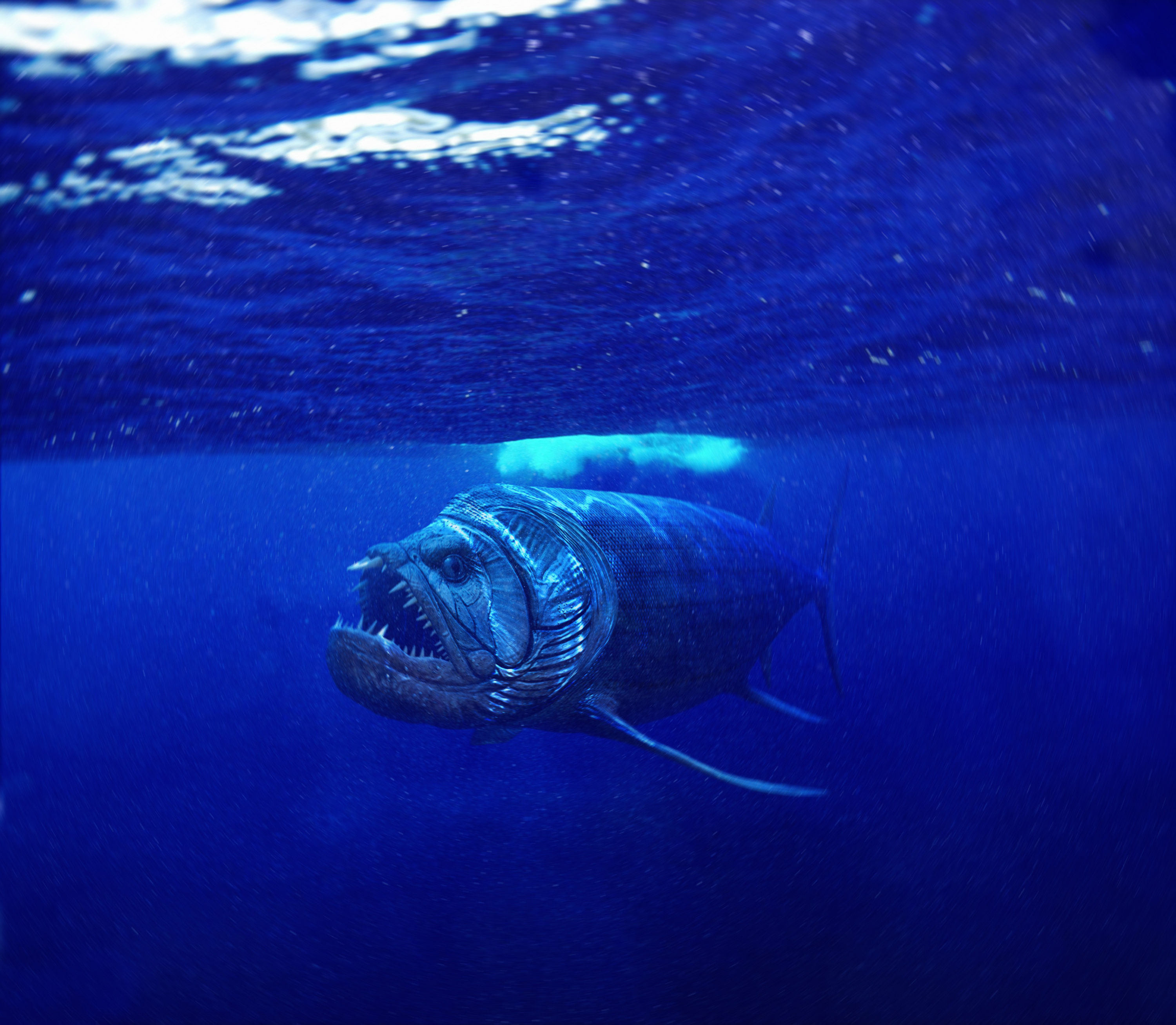
游泳中的劍射魚

劍射魚是掠食性魚類，在其胃部最少發現了12種獵物。喬治·史登柏格（George F. Sternberg）就曾發現了一個長達4米的劍射魚標本，而在其胃內就仍保有一條長1.8米的鰓腺魚。那條劍射魚似乎是在吞下獵物後不久死亡，可能是獵物掙扎時破壞了其器官所致。劍射魚是大型滄龍類（如霍夫曼滄龍、海王龍及傾齒龍）和白堊紀鯊魚（如白堊刺甲鯊及角鱗鯊屬）的食物。在一條白堊刺甲鯊的體內就發現了劍射魚的遺骸。
對於劍射魚的幼生階段現時未有資料。最細小的劍射魚化石包括了一顆牙齒及下頜，個體估計長30厘米。
劍射魚與其他乞丐魚目於上白堊紀末滅絕，因為當時西部內陸海道消退。
在捷克發現了可能是全新劍射魚物種的頭顱骨部份。
2010年七月於加拿大曼尼托巴省莫登市發現了長6（20英尺）的劍射魚化石，且牠的口中還含著滄龍類的鰭狀肢。

## 大眾文化
- 劍射魚出現於2003年英國BBC《海底霸王》第三集之中。

## 外部連結
- Carnegie Museum
- Oceans of Kansas（页面存档备份，存于）
- a painting and information
- BBC（页面存档备份，存于）